# Zimbabwská africká národní unie – Vlastenecká fronta
Zimbabwská africká národní unie – Vlastenecká fronta (zkratka ZANU-PF) je politická strana v Zimbabwe, která zde vládne od získání samostatnosti v roce 1980.
Jejím vůdcem byl bývalý premiér a prezident Zimbabwe Robert Mugabe. Mezi lety 1980 a 1987 se strana jmenovala Zimbabwská africká národní unie (ZANU). Po krvavé občanské válce se v roce 1987 sloučila s Zimbabwskou africkou lidovou unií (ZAPU) a přejmenovala na současný název.
Zimbabwe mezi 18. a 23. prosincem jako soubor státních svátků slaví takzvaný týden jednoty. Jedná se o dny, v průběhu kterých se v roce 1988 dohodlo příměří mezi ZANU a ZAPU a později jejich sloučení. Poté se Robert Mugabe ujal funkce prezidenta.
ZANU-PF je kritizována za autoritářské metody, přestože jsou v zemi teoreticky svobodné volby. Někteří analytici poukazují na to, že ZANU-PF občanům Zimbabwe defakto zatajuje smysl voleb. První volby, ve kterých ZANU-PF prohrála, se konaly v roce 2008, po nich nechal Robert Mugabe zbourat domovy stovek tisíc příznivců opozičního Hnutí za demokratickou změnu (MDC) a bezpečnostní složky státu a na ZANU-PF navázané milice začaly otevřeně napadat členy a významné příznivce MDC, kterých zabily minimálně 85, další stovky byly pohřešovány a tisíce zraněny. Po třech měsících teroru se konalo druhé kolo prezidentských voleb, ve kterých Robert Mugabe obdržel přes 80 % hlasů. Tím si však stále nezajistil většinu v parlamentu a politická krize se protáhla až do roku 2009, kdy ZANU-PF podepsala spojenectví s MDC a předseda MDC Morgan Tsvangirai obdržel pozici premiéra.
Další volby se mají konat v roce 2013. Ministr vnitra za stranu ZANU-PF prohlásil, že jestliže ZANU-PF volby prohraje, tak provede státní převrat, za což byl Mugabem, opozičními politiky a žurnalisty zkritizován.
42letý někdejší dlouholetý vůdce strany Robert Mugabe zemřel 6. září 2019 ve věku 95 let. V čele strany byl do roku 2017, kdy byl odvolán. Novým předsedou se stal současný zimbabwský prezident Emmerson Mnangagwa.